# ثاديوس بومان
ثاديوس بومان (بالإنجليزية: Thaddeus Bowman)‏ هو جندي أمريكي، ولد في 10 فبراير 1743، وتوفي في 26 مايو 1806.

## معرض صور

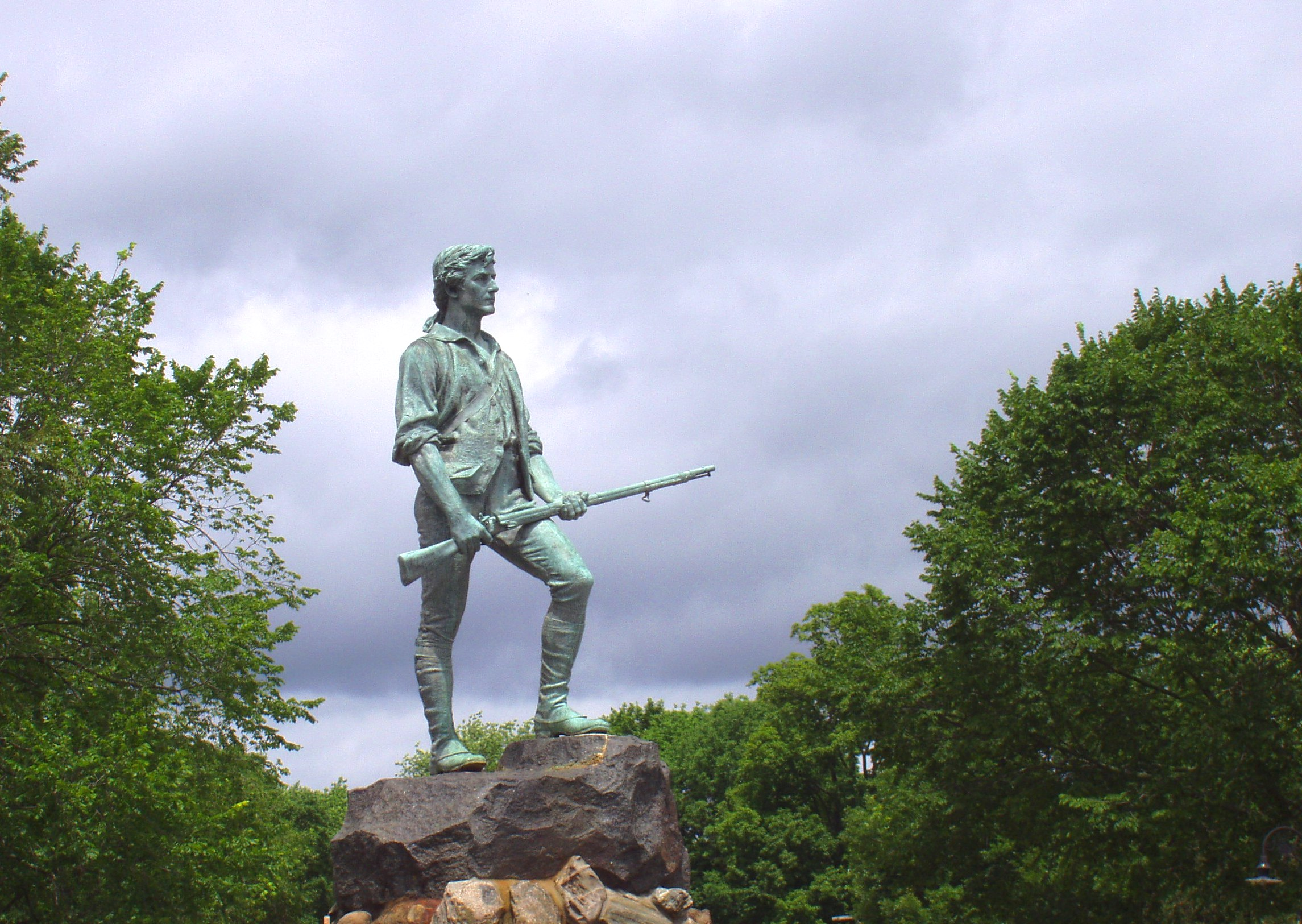
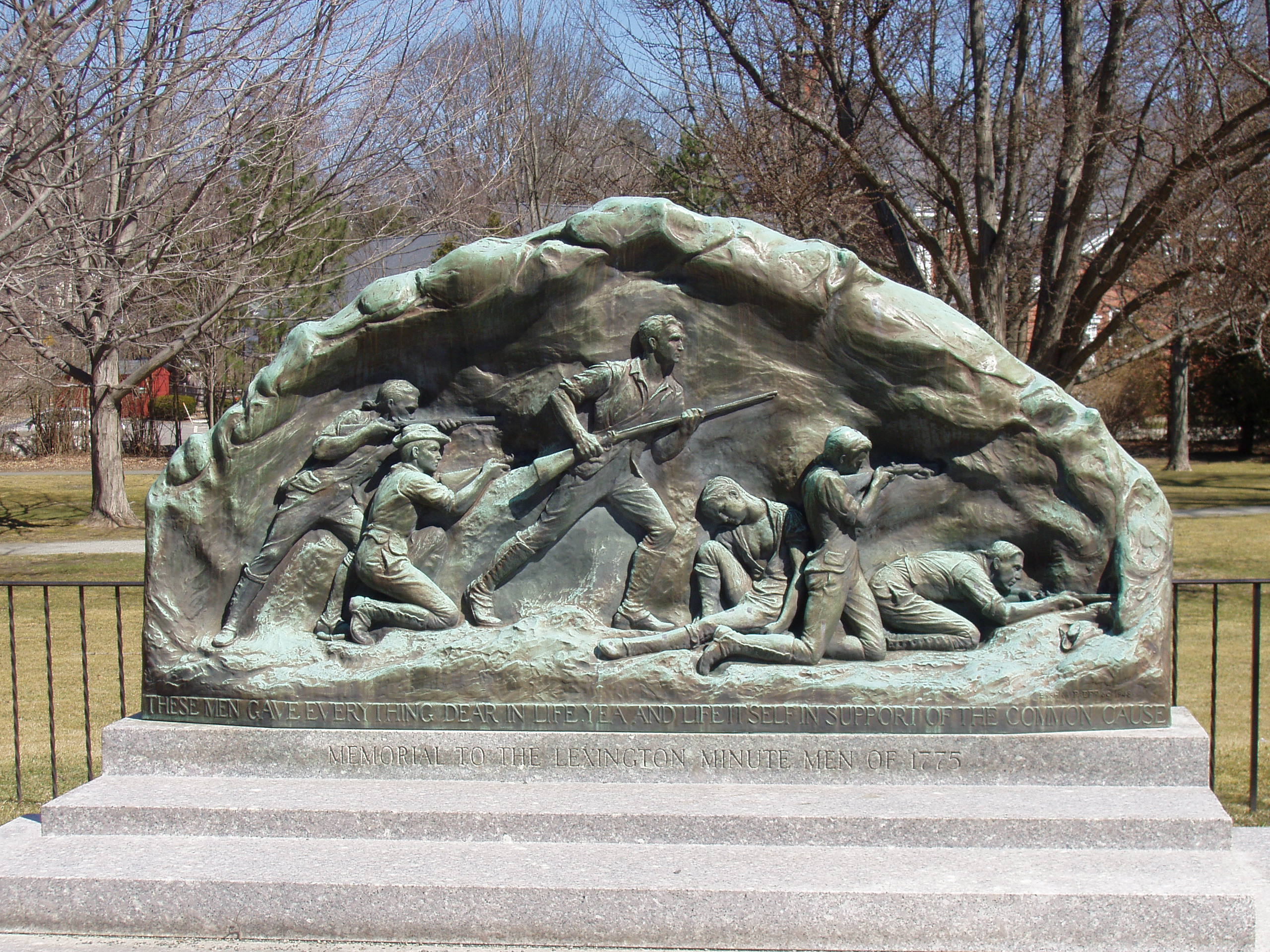
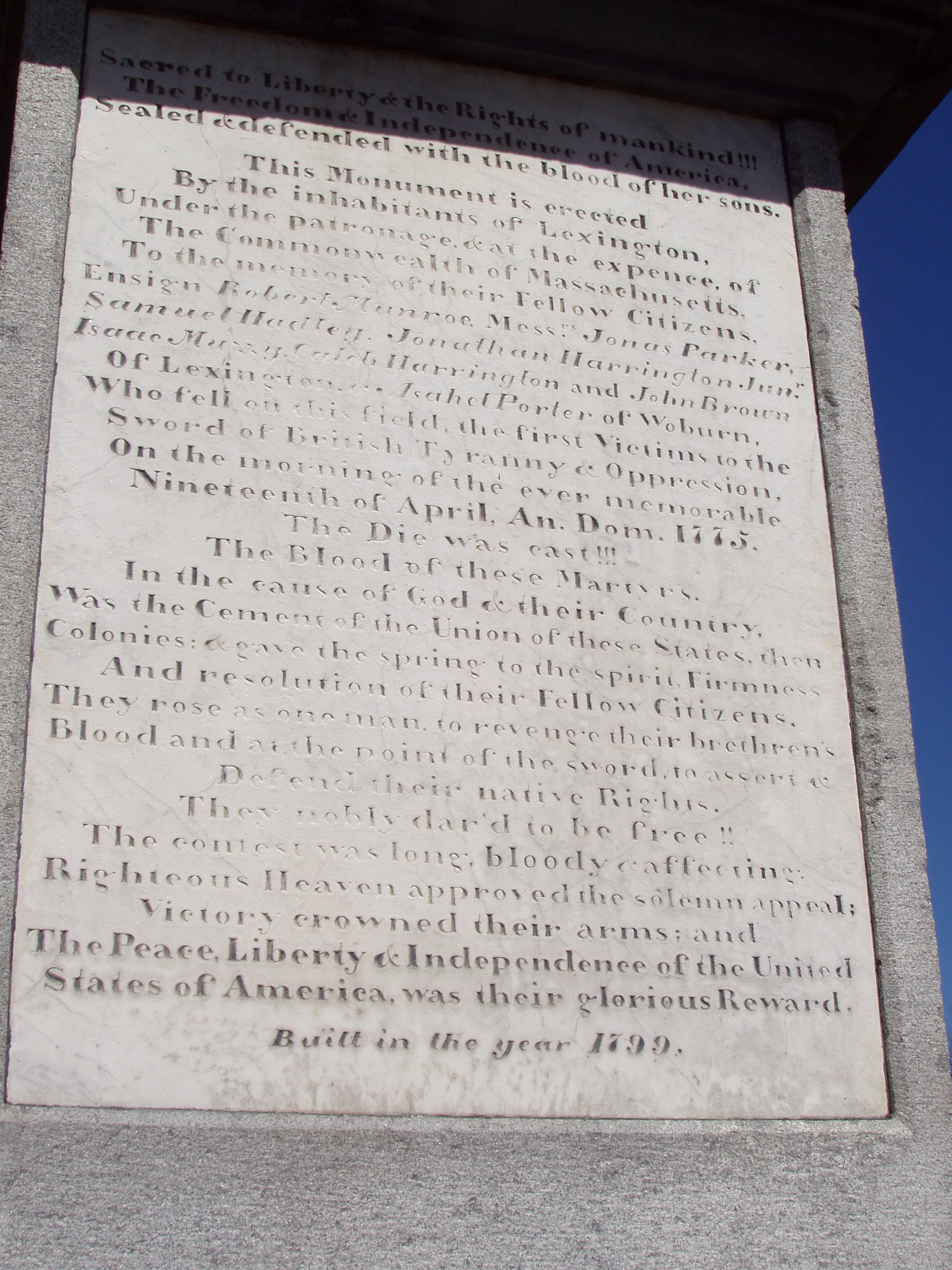
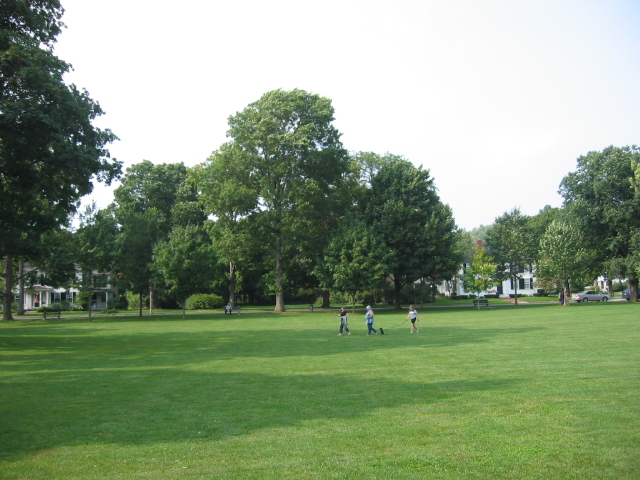